# Équatoria
Pour les articles homonymes, voir Équatoria (homonymie).

Cartes des 10 États du Soudan du Sud et des trois provinces historiques : L'Équatoria est en bleu.

Équatoria est le nom d'une région historique de l'actuel Soudan du Sud, localisée au sud du pays et qui incluait aussi une partie de l'Ouganda comprenant le Lado et le lac Albert. La province fut divisée en 1976 en deux États fédérés :
- Équatoria-Oriental
- Équatoria-Occidental,

auxquels vient s'ajouter en 2005 celui de l'Équatoria-Central.

## Histoire

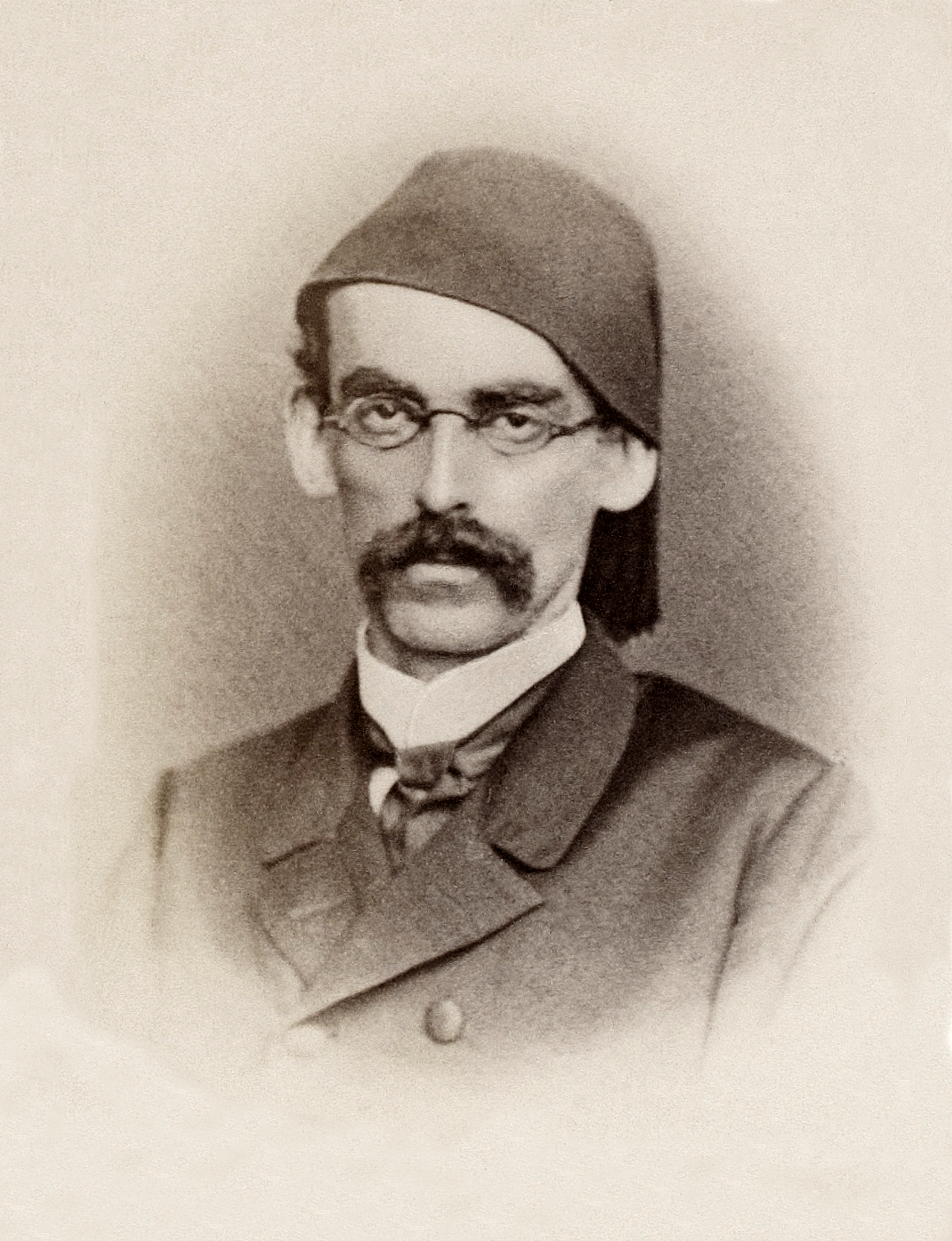
Emin Pacha.

La province est créée par Samuel White Baker en 1870, avant d'être successivement gouvernée par Charles Gordon en 1874, puis par Emin Pacha en 1878. Officiellement, c'est une province de l'Empire ottoman, la plus méridionale d'entre elles (Hatt-ı Üstuva Vilayet en turc ottoman), mais elle dépend en fait très lointainement de l'Égypte, elle-même plus britannique que turque, et sur place, celui qui gouverne l'Équatoria n'a guère de comptes à rendre à qui que ce soit. La révolte mahdiste met fin à la tutelle égyptienne en 1889, et l'expédition de secours à Emin Pacha ne contribue qu'à remettre l'Équatoria dans le giron anglais (et de Léopold II de Belgique pour l'enclave de Lado). En 1948, les Britanniques séparent l'état de Bahr el-Ghazal de l'Équatoria.
À l'indépendance du Soudan en 1956, l'Équatoria devient une partie de ce nouvel état. Mais l'instauration de la charia par le régime de Khartoum dans cette région animiste et chrétienne provoque des révoltes et suscite des affrontements armés durant la première et la seconde Guerre civile soudanaises. En outre la région devient un enjeu pétrolier et sert de base arrière à des mouvements insurgés ougandais tels que l'Armée de résistance du Seigneur.
À partir de 2011, l'Équatoria fait partie d'un nouvel État : le Soudan du Sud.